# Christoph Brömmelmeyer
Christoph Brömmelmeyer (* 20. Juni 1969 in Bünde) ist ein deutscher Rechtswissenschaftler. Er ist Professor für Bürgerliches Recht und Europäisches Wirtschaftsrecht an der Europa-Universität Viadrina in Frankfurt (Oder) und geschäftsführender Direktor des Frankfurter Instituts für das Recht der Europäischen Union.

## Biographie
Christoph Brömmelmeyer studierte von 1989 bis 1994 Rechtswissenschaften an der Universität Passau. 1994 legte er sein Erstes Juristisches Staatsexamen ab und wurde Wissenschaftlicher Mitarbeiter am Lehrstuhl für Bürgerliches Recht, Handels-, Wirtschafts- und Europarecht bei Hans-Peter Schwintowski an der Humboldt-Universität zu Berlin. Dort promovierte er im Jahre 1998 zum Dr. iur. mit seiner Dissertationsschrift Der verantwortliche Aktuar in der Lebensversicherung. 1999 legte er das Zweite Juristische Staatsexamen ab und verfasste 2005 seine Habilitation über Rechtsfragen des Internetwettbewerbs.
Nach zahlreichen Lehr- und Forschungsaufenthalten in den Jahren 2000 bis 2006 an der University of Wales, an den Universitäten Athen, Paris und Breslau und nach einer Lehrstuhlvertretung an der Viadrina in Frankfurt (Oder) des Lehrstuhls für Bürgerliches Recht und Internationales Wirtschaftsrecht von Stephan Breidenbach bekam er 2007 einen Ruf an die RWTH Aachen und wurde Leiter des Lehr- und Forschungsgebiets Privatrecht und Internationales Wirtschaftsrecht.
Seit 2009 hat Christoph Brömmelmeyer an der Europa-Universität Viadrina in Frankfurt (Oder) den Lehrstuhl für Bürgerliches Recht und Europäisches Wirtschaftsrecht inne. Seit 2018 ist er dort Senatsvorsitzender. Er ist zudem seit der Gründung im Mai 2010 geschäftsführender Direktor des Frankfurter Instituts für das Recht der Europäischen Union (fireu).

## Schriften (Auswahl)
- Der Aktuar in der Lebensversicherung (= Versicherungswissenschaftliche Studien. Bd. 14). Nomos, Baden-Baden 2000, ISBN 3-7890-6538-2 (zugleich Diss. 1998, Humboldt-Universität zu Berlin).
- Internet Governance. Recht als Steuerungsinstrument für ein globales Kommunikationsforum. In: Globalisierung als Problem von Gerechtigkeit und Steuerungsfähigkeit des Rechts (= Archiv für Rechts- und Sozialphilosophie. Beihefte, Bd. 79). Steiner, Stuttgart 2001, ISBN 978-3-515-07870-2, S. 81–96(Vorschau auf Google Books).
- Internetwettbewerbsrecht. Das Recht der Ubiquität – Das Recht der Domain Names – Das Recht der kommerziellen Kommunikation (= Geistiges Eigentum und Wettbewerbsrecht. Bd. 8)  Mohr Siebeck, Tübingen 2007, ISBN 978-3-16-148904-4 (zugleich Habilitationsschrift 2005, Humboldt-Universität zu Berlin).
- Schuldrecht. Allgemeiner Teil (= Lehrbücher Jura). Beck, München 2014, ISBN 978-3-406-63262-4.

Herausgeber und Mitarbeiter von:
- Hans-Peter Schwintowski, Christoph Brömmelmeyer (Hrsg.): Praxiskommentar zum Versicherungsvertragsrecht (= ZAP-Praxiskommentar). ZAP, Münster 2008, ISBN 978-3-89655-275-4.[3]
- Allgemeines Gleichbehandlungsgesetz. Nomos, Baden-Baden 2009, ISBN 978-3-8329-3573-3.
- Pflegeversicherung. Nomos, Baden-Baden 2009, ISBN 978-3-8329-4746-0.
- Einflussfaktoren für die Entscheidung bei Altersvorsorgeprodukten – IFRS – Gesundheitspolitik. Nomos, Baden-Baden 2010, ISBN 978-3-8329-5077-4.